# Hôpital Mère-Enfant de Bingerville
L'hôpital Mère-Enfant de Bingerville est un hôpital à but non lucratif inauguré le 16 mars 2018, à 30 km d'Abidjan. Il s’agit d’une réalisation de la Fondation Children of Africa, dans le secteur de la santé. L’ouverture de cet établissement permet d’améliorer l’offre de soins de santé aux populations, particulièrement en ce qui concerne la mère et l’enfant.

## Domaines d'intervention
L'hôpital intervient sur tous les domaines liés à la santé des mères de leurs enfants, jusqu'à l'âge de 15 ans au moins. Il dispose pour les mères d'un service de chirurgie (7 blocs opératoires), d’une unité d’obstétrique, d’une unité néonatal, d’une unité de soins intensifs, d’un service d’anesthésie-réanimation, d'un service d'aide à la procréation ainsi que d'un laboratoire d’analyse médicale et un service d’imagerie.Les interventions sont possibles en consultation de jour, aux urgences, ou en hospitalisation classique
Concernant les enfants, il existe des services dans toutes les spécialités : appareil digestif, urologie, traumatologie, neurochirurgie, et oncologie, avec un accent mis sur la prévention. 

## Capacités et fréquentation
La partie hospitalière dispose de 130 lits.  Tous services confondus, l'hôpital a reçu 68 000 patients durant ses deux premières années d'existence, selon les chiffres annoncés par la présidente du fonds caritatif qui a porté le projet.

## Agrandissement
En 2019, l'hôpital qui dispose de 16 300 m2 de surface bâtis sur un terrain de 49 000 m2 a prévu une extension afin de créer une maison de vie destinée aux enfants traités pour cancer et à leur famille. En 2020 ont lieu des premières opérations sur la surdité avec la pose d'implants cochléaires. 

## Labellisation
En 2019, l'hôpital a reçu un label « Qualité et sécurité des soins » de l’Assistance Publique des Hôpitaux de Paris de niveau Argent.